# King's Field II
King's Field II (яп. キ ン グ ス フ ィ ー ル ド ド II) — рольова відеогра, розроблена компанією FromSoftware для платформи PlayStation у 1995 році. Гра має середньовічний сетинґ та використовує вид від першої особи.
Гра вийшла в Японії 21 липня 1995 року Це друга гра у серії King's Field та перша, що вийшла на міжнародному рівні. Оскільки оригінальний King's Field був випущений лише в Японії, англомовна версія King's Field II отримала назву King's Field.

## Сюжет
Події гри відбуваються на острові Меланат (англ. Melanat). Гравець виконує роль принца Гранітіки (англ. Granitiki) Алефа (яп. ア レ フ ・ ガ ル ー ャ ャ ・ レ グ ナ ス, англ. Aleph) (альтернативні імена Алеф / Олександр), котрий, як один із найближчих друзів короля Вердіта (англ. Verdite), взяв на себе відповідальність знайти святий меч, більш відомий як Меч Місячного Світла (англ. Moonlight Sword) та повернути його королю Вердіта Альфреду. Алефа викидає на узбережжя острову Меланат, єдиного хто вцілів під час корабельної аварії в океані. Алефу необхідно просуватись вперед по острову Меланат, розкриваючи таємниці, щоб знайти Меч Місячного Світла.

## Оцінки та відгуки
Після релізу гри, японський ігровий журнал Famitsu оцінив гру на 35 пунктів із 40. Один із чотирьох рецензентів Electronic Gaming Monthly зауважив: «Ця частина має усі риси справжньої RPG, включаючи предмети, які потрібно підбирати та одягати, проте також у грі відчувається пригодницький дух, завдяки стратегіям необхідним для битв з ворогами». Ще один із рецензентів поскаржився на повільний рух ігрового персонажа, проте інші двоє зауважили, що це додало реалізму. Страшний Ларі (англ. Scary Larry) із GamePro наголосив про негативну сторону цього моменту, наголошуючи, що «Гнатись за монстрами це одна справа, але переслідувати їх у повільному темпі, при тому що вони прискорюються, щоб вбити вас, це зовсім інша справа». Він також розкритикував повільне відновлення шкали витривалості та візуальну схожість рівнів та монстрів, та в негативному ключі порівняв із грою DeathKeep, іншою RPG грою від першої особи з необхідністю досліджувати підземелля, що вийшла приблизно в той самий час для платформи 3DO.
Оглядач із Next Generation зауважив, що битви «повільні та скрупульозні, при нестачі бойових стратегій притаманних більшості RPG битв», проте загалом порекомендував гру. Він відзначив графіку, звук та RPG елементи, при цьому відмітивши, що найкращим аспектом гри є можливість вільно пересуватись по локації та досліджувати кожен куточок величезного 3D світу.